# 정영방
정영방(鄭榮邦, 1577년 ~ 1650년)은 조선 중기의 학자이다. 본관은 동래이고, 자는 경보(慶輔), 호는 석문(石門)이다. 고조부는 홍문관 응교 정환(鄭渙), 증조부는 생원 정윤기(鄭允奇), 조부는 진사(進士) 정원충(鄭元忠)이며, 생부는 정식(鄭湜), 생모는 안동 권씨로 참봉(參奉) 권제세(權濟世)의 딸이다. 양부는 정조(鄭澡)이며 양모(養母)는 진성 이씨이다. 부인은 전주 유씨로 도승지(都承旨)로 증직된 유복기(柳復起)의 딸이다.
우복(愚伏) 정경세(鄭經世)의 문하에서 성리학을 수학하였고 중용(中庸), 대학(大學), 심경(心經)을 배웠다. 29세가 되던 해인 1605년(선조 38)에 진사가 되었는데, 벼슬에 나가려 하지 않고 진성(眞城) 임천동(臨川洞)에 은퇴하여 학문으로 일생을 보냈다. 스승 정경세가 이조판서로 있을 때 벼슬을 다시 권장하였으나 고사하였다.
당시(唐詩)에 뛰어났다는 평을 받는다.

## 생애
29세에 진사시에 합격했는데, 주위에서 권유에도 성균관에 들어지 않았다. 광해군의 실정(失政)과 당파싸움에 회의를 느껴 벼슬을 단념하게 되었다고 한다. 훗날 스승 정경세가 벼슬을 다시 권하였으나 "저는 성품이 졸렬하여 남과 잘 어울리지 못합니다. 한 번 벼슬에 나가면 학업과 명예를 모두 잃을까 두렵습니다."라 하며 고사하였다.
1636년 병자호란 이후 진성(眞城) 임천(臨川)(현 영양군 입압면 연당리)으로 들어갔다. 훗날 이곳에 연못을 파 서석지(瑞石池)라 이름 짓고 그위에 경정(敬亭)을 지었으며, 주일재(主一齋)를 축조하였다. 경인년(1650년)에 이르러 안동 송천으로 돌아와 선어대(仙漁臺) 위에 띠 집을 얽고 '읍취정(揖翠亭)'이라 편액을 달았다. 읍취정(揖翠亭)에서 주자와 퇴계를 읽으며 유유자적 하던 그는, 경인년 7월 7일 운명하였다.

## 저서 및 작품

### 공동저작
- 《임장세고(林庄世稿)》

### 문집
- 《석문집(石門集)》

## 관련 문화재
- 영양 서석지 (중요민속문화재 제108호)
- 예천 석문종택 (경상북도 문화재자료 제492호)

## 같이 보기
- 정원 디자이너: 한국 정원 디자이너